# 湯通し
湯通し（ゆどおし）は
- 調理法の一種。後述。
- 織物を仕上げるための工程。光沢を出すため、お湯に浸して糊を取り除く作業。

湯通し（ゆどおし）は調理法の一種で、素材に湯をかけたり、短時間茹でたり、湯につけること。
湯をかけて、表面だけ加熱したい時、茹でて灰汁抜きする時、乾物を戻したりする時行う。
肉類、魚介類に湯通しをすると表面近くの蛋白質が熱変成し白っぽくなる。そのため、これを霜に見立てて霜降りとも呼ぶことがある。
これと似た方法で中華料理では「油通し」と呼ばれる技法も存在する。